# Backspin (breakdance)
Il backspin è una mossa base di break dance (ovvero powermove) che prevede la rotazione a terra sull'asse al centro delle spalle, assumendo una posizione racchiusa.

## Storia ed evoluzione
Secondo Mr.Wiggles il Backspin è frutto di 3 versioni, fra il 1970 e i primi anni ottanta:
1. Jojo (Rock Steady Crew)
2. Mongo
3. Crazy Legs (Rock Steady Crew)